# La Courrouze
Pour la station de métro, voir La Courrouze (métro de Rennes).

BH4 La Courrouze

La Courrouze est une zone d'aménagement concerté située sur les communes de Rennes (Quartier Cleunay - Arsenal-Redon) et de Saint-Jacques-de-la-Lande, dans le département français d'Ille-et-Vilaine en région Bretagne. 
À la suite du départ des bâtiments de l'armée — présents depuis le dix-neuvième siècle — et du groupement industriel des armements terrestres (GIAT), ce quartier d'une superficie de 140 ha, situé au sud-ouest de Rennes, entre la rocade rennaise et le boulevard de Cleunay, fait l'objet d'un projet d'aménagement de Rennes Métropole. 
Le projet prévoit à terme 4 700 logements pour 10 000 habitants, 115 000 m2 de bureaux, 30 000 m2 d'équipements (écoles, transports en site propre, emprise métro), 20 000 m2 de commerces et 40 ha d'espaces verts.

## Objectifs
Le projet a commencé en 2002, avec analyses, études, choix de projet, appel à candidatures. Les travaux de la première tranche ont commencé fin 2005 et les logements ont été livrés en 2010. Le premier commerce a ouvert début 2013. La quatrième et dernière tranche est prévue pour être terminée en 2020.

## Voies de communication et transports

### Voirie
Le boulevard Jean-Mermoz est le seul qui traversait la Courrouze avant le plan d'aménagement.
De nombreuses nouvelles voies ont été tracées afin de connecter le quartier à ceux de Cleunay, et de Pilate, ainsi qu'avec la commune de Saint-Jacques-de-la-Lande.

### Transports en commun
Le quartier est desservi par la ligne b du métro de Rennes aux stations Saint-Jacques - Gaîté et La Courrouze.
Depuis 2012, la ligne de bus C6  traverse le quartier en suivant l'avenue Jules Maniez créée dans le cadre de l'aménagement du quartier.

## Chronologie
- Jeudi 3 avril 2008 : destruction du château d'eau abandonné de la Courrouze[6],[7] pour la construction du futur Parc de la Courrouze.
- première tranche, bâtiments livrés entre fin 2006 et 2014 :
  - « Jules Verne » (immeubles JV1 et JV2)
  - « Le Bois Habité » (immeubles BH1, BH2, BH3 « Casé Alté », BH4, BH4, BH7, et gymnase BH6) en tout 560 logements ;
  - « Maisons dans le Bois » (immeubles MDB1 à MDB6) ;
  - « Dominos » entre la rocade et l’avenue Germaine Tillion (immeubles D01 à D09) ;
  - « Pilate »
- deuxième tranche, 2012-2018
  - « Pôle Courrouze »
  - « le Jardin de Cleunay »
  - extension de « Dominos » et « Pilate »
- troisième tranche, à partir de 2015
  - « les Terrasses de Courrouze »
  - « Grande Prairie »
  - « Pôle Mermoz »
  - un « grand équipement » restant à définir.